# Prealimentación
El término prealimentacion (también, antealimentación o anteroalimentación; en ocasiones escrito con el anglicismo feed-forward)  describe un tipo de sistema que reacciona a los cambios en su entorno, normalmente para mantener algún estado concreto del sistema. Un sistema que exhibe este tipo de comportamiento responde a las alteraciones de manera predefinida, en contraste con los sistemas retroalimentados.
Se necesitan muchos prerrequisitos para implementar un sistema feed-forward: las alteraciones deben poder medirse, deben conocerse sus efectos sobre la salida del sistema, y el tiempo durante el cual las alteraciones afectan a la salida debe ser mayor que el del sistema en sí. Si estas condiciones se cumplen, el sistema feed-forward debe afinarse para que sea extremadamente efectivo.[cita requerida]
El sistema feed-forward puede responder más rápidamente a los tipos de alteraciones medibles y conocidas, pero apenas lo consigue con aquellas de nueva aparición. Un sistema retroalimentado maneja cualquier alteración del comportamiento deseado, pero requiere que la variable medible del sistema (la salida) reaccione ante las alteraciones para registrar así su aparición.[cita requerida]
Un claro ejemplo de sistema retroalimentado es la regulación homeostática de los latidos del corazón en respuesta al ejercicio físico. Sin embargo, un sistema feed-forward se parece más a un conjunto de respuestas aprendidas para indicaciones conocidas. Estos sistemas suelen utilizarse en la teoría de control, en fisiología o en informática.[cita requerida]

## Elementos comunes a todos los sistemas de prealimentación
Puede ejemplificarse un sistema feed-forward comparándolo con un sistema retroalimentado familiar, como puede ser el control de velocidad de un coche. Cuando está activado, hace que el coche mantenga una velocidad constante. Cuando el coche intenta subir una cuesta, reduce la velocidad por debajo de la marcada, lo que obliga a abrir el gas para mantener la velocidad original (un controlador PI o PID haría esto; nótese que un buen control PID obligaría al coche a recuperar la velocidad tras un breve periodo de respuesta).[cita requerida]
Por otra parte, un sistema feed-forward en cierto modo pronosticaría la desaceleración del coche. Por ejemplo, podría medir la pendiente de la carretera y, tras encontrar la cuesta, abriría el gas lo suficiente para afrontar el esfuerzo. De este modo, el coche no frenaría en absoluto para corregir la aceleración.[cita requerida]
Sin embargo, existen otros factores además de la pendiente de la cuesta para determinar la aceleración del coche: la temperatura y la presión del motor, la composición del combustible, la velocidad del viento, etcétera. Basar la aceleración únicamente en la pendiente a afrontar podría no generar en una velocidad constante. Puesto que no hay comparación entre la variable de salida (velocidad) y la variable de entrada, no es posible entonces resolver este problema con un sistema únicamente feed-forward.[cita requerida]
Afortunadamente, ambos tipos de sistemas no son mutuamente excluyentes: el sistema feed-forward descrito podría combinarse con el retroalimentado del sistema tradicional de control de crucero para poder dar una respuesta rápida y la correspondiente corrección si fuese necesario ante cualquier error de este.[cita requerida]
Los sistemas feed-forward no tienen los problemas de estabilidad propios de los retroalimentados. Sin embargo, necesitan una relación causa-efecto precalibrada. Esta es otra forma de explicar que estos sistemas deben aplicarse a alteraciones medibles con efectos conocidos.[cita requerida]

## Regulación genética y prealimentación
La regulación cruzada de los genes puede representarse mediante un gráfico en el que estos son nodos, y cada uno de ellos está enlazado con otro si el anterior es un factor de transcripción para el último. Algo que aparece predominantemente en todas las redes (E. coli, levadurass) es que A activa a B y A y B activan a C. Esto se conoce como bucle feed-forward o circuito feed-forward y detecta cambios no temporales del entorno. Este sistema se observa por ejemplo en el desarrollo de las células hematopoyéticas o en el desarrollo de las células sexuales masculinas (véase gen SOX9).[cita requerida]

## Sistemas de prealimentación en informática
En computación, el concepto prealimentación suele hacer referencia a redes del tipo perceptrón multicapa en las que las salidas de las neuronas van a las siguientes capas pero no a las anteriores, de modo que no hay bucles de retroalimentación.[cita requerida]

## Telefonía de larga distancia
A principios de la década de 1970, los sistemas coaxiales de conexión interurbana utilizaban amplificadores de prealimentación para disminuir la distorsión en las líneas. Este complejo método permitía disponer de un mayor ancho de banda que los primeros sistemas de retroalimentación. La fibra óptica, sin embargo, deja a estos sistemas totalmente obsoletos.[cita requerida]

## Lectura recomendada
- S. Mangan A. Zaslaver & U. Alon, "The coherent feed-forward loop serves as a sign-sensitive delay element in transcription networks" (El bucle coherente de prealimentación funciona como elemento de retraso sensible a señales en redes de transcripción), J. Molecular Biology 334:197-204 (2003).

- Datos: Q1535605